# СВ. Спальний вагон
«СВ. Спальний вагон» — радянський комедійний художній фільм 1989 року, знятий кіностудією «СКІФИ».

## Сюжет
Фантасмагорія про чотирьох випадкових попутників по поїзду, долі яких, про що вони і не підозрювали, давно і тісно переплелися.

## У ролях
- Лариса Гузєєва — Євгенія Анатоліївна Воробйова
- Світлана Крючкова — Галина Миколаївна
- Євген Стеблов — Іван Сидоров, постачальник
- Володимир Ільїн — Добрий Трифонович Пєтков
- Авангард Леонтьєв — провідник в спальному вагоні
- Тамара Зиміна — епізод
- Ігор Зимін — епізод
- Віктор Смирнов — епізод
- Віктор Степанов — Сталін
- Наталія Корнєєва — епізод
- Володимир Хотиненко — чоловік на станції
- В'ячеслав Бутусов — пасажир СВ
- М. Рибкін — епізод
- В. Куликова — епізод
- Лариса Гретчіна — епізод

## Знімальна група
- Режисери — Віолетта Сєдова, Володимир Хотиненко
- Сценарист — Леонід Комаровський
- Оператор — Євген Гребньов
- Композитор — Борис Петров
- Художники — Валерій Лукінов, Юрій Устинов